# Mistrzostwa Ameryki Południowej w Zapasach 2012
IX Mistrzostwa rozegrano w dniach 2-4 listopada 2012 w Coliseo Miguel Grau del Callao. W zawodach brało udział 126 zawodników z 13 krajów.

## Tabela medalowa
Gospodarz zawodów został zaznaczony kolorem.
| Poz.  | Państwo    |    |    |    | Łącznie |
| ----- | ---------- | -- | -- | -- | ------- |
| 1.    | Peru       | 7  | 5  | 4  | 16      |
| 2.    | Kolumbia   | 5  | 4  | 4  | 13      |
| 3.    | Brazylia   | 3  | 2  | 6  | 11      |
| 4.    | Ekwador    | 2  | 0  | 6  | 8       |
| 5.    | Dominikana | 1  | 5  | 4  | 10      |
| 6.    | Argentyna  | 1  | 1  | 6  | 8       |
| 7.    | Wenezuela  | 1  | 1  | 2  | 4       |
| 8.    | Chile      | 1  | 1  | 0  | 2       |
| 9.    | Boliwia    | 0  | 1  | 0  | 1       |
|       | Panama     | 0  | 1  | 0  | 1       |
| 11.   | Gwatemala  | 0  | 0  | 1  | 1       |
| Razem | Razem      | 21 | 21 | 33 | 74      |

## Wyniki

### W stylu klasycznym
| Waga   | złoty               | srebrny            | brązowy               | brązowy       |
| ------ | ------------------- | ------------------ | --------------------- | ------------- |
| 55 kg  | Cristian Novas      | Alfredo Mallqui    | Jefferson Mayea       | ----          |
| 60 kg  | José Magallanes     | Juan Carlos López  | Diego Romanelli       | ----          |
| 66 kg  | Iván de Jesús Duque | Mario Molina       | Anthony Méndez        | ----          |
| 74 kg  | Yanh Franco Rojas   | Alvaro Hubiera     | Enríque Cuero         | Felipe Macedo |
| 84 kg  | Li Castillo         | Joan Gómez         | Guillermo Saul Romero | ----          |
| 96 kg  | Davi Albino         | José Arias Paredes | Iván Burtovoy         | Óscar Loango  |
| 120 kg | Andrés Ayub         | Antonio dos Santos | Claudio Jabalera      | Raúl Anguilo  |

### W stylu wolnym
| Waga   | złoty                 | srebrny          | brązowy           | brązowy             |
| ------ | --------------------- | ---------------- | ----------------- | ------------------- |
| 55 kg  | Pablo Benítez         | Marvin Chávez    | Luis Orantes      | Santiago Pezzuto    |
| 60 kg  | Abel Herrera          | Wilmar Hernández | José Manuel Muñoz | Eugenio Gugliemelli |
| 66 kg  | Hernán Guzmán Ipuz    | Fernando Mendoza | Jeffry Ávila      | Rafael de Jesus     |
| 74 kg  | Pool Ambrocio         | Eduardo Gajardo  | Fernando Carranza | Edixon Paladines    |
| 84 kg  | Juan Esteban Martínez | Luis Pérez       | Daniel Roca       | Adrián Jaoude       |
| 96 kg  | Jarlis Mosquera       | Ricardo Cárdenas | Iván Burtovoy     | Marcelo Gomes       |
| 120 kg | Antoine Jaoude        | Carlos Félix     | Jesús Aponte      | ----                |

### W stylu wolnym kobiet
| Waga  | złoty                   | srebrny           | brązowy           | brązowy              |
| ----- | ----------------------- | ----------------- | ----------------- | -------------------- |
| 48 kg | Thalía Mallqui          | Eluney Melita     | Susana dos Santos | ----                 |
| 51 kg | Dennise Antes           | Jenny Mallqui     | Maryuri Valencia  | ----                 |
| 55 kg | Betzabeth Sarco         | Aidé Cuero Muñoz  | Vanessa Olivares  | Jacqueline Mollocana |
| 59 kg | Mayra Antes             | Natacha Grimán    | Ana Rentería      | ----                 |
| 63 kg | Jackeline Rentería      | Janet Sobero      | Dayana Méndez     | Nathaly Grimán       |
| 67 kg | Luz Clara Vázquez       | Gilda de Oliveira | Mauris Serrano    | Maria Mejia          |
| 72 kg | Aline da Silva Ferreira | Ana Betancour     | Rina Añascos      | ----                 |